# Гильом I (граф Жуаньи)
Гильом I (Guillaume Ier de Joigny) (1160/65 — 15.02.1220) — граф Жуаньи с 1172.
Сын Ренара IV де Жуаньи и Аделаиды де Невер. Наследовал отцу не позднее 1172 г. (его младший брат Гоше получил сеньорию Шаторенар).
В 1190 г. участвовал в Третьем крестовом походе вместе с королём Филиппом Августом и графом Шампани Генрихом II.
В 1204 году участвовал в осаде Руана и был одним из гарантов капитуляции Иоанна Безземельного 1 июня.
В начавшейся в 1216 году войне за Шампанское наследство поддерживал Бланш Наваррскую и её сына Тибо IV.
Гильом I с около 1178 года был женат на Аликс де Куртене, дочери Пьера Французского (сына короля Людовика Толстого) и Элизабет де Куртене. От неё сын:
- Пьер I (ум. 1222), граф Жуаньи.

В 1186 г. Гильом I развёлся с Аликс де Куртене по причине родства. Она вышла замуж за ангулемского графа Эймара Тайлефера, а граф Жуаньи женился на Беатрисе де Сансер. Во многих источниках говорится, что она была дочерью графа Гильома I де Сансера, но точное происхождение не выяснено. Возможно — дочь Этьена I де Сансера и его жены Беатрикс, то есть сестра Гильома I де Сансера.
От неё дети:
- Гильом II, граф де Жуаньи
- Бланш де Жуаньи, в первом браке жена Гильома I де Шовиньи, во втором — Гильома II де Вьерзона.